# Centro Cultural Franco-Moçambicano

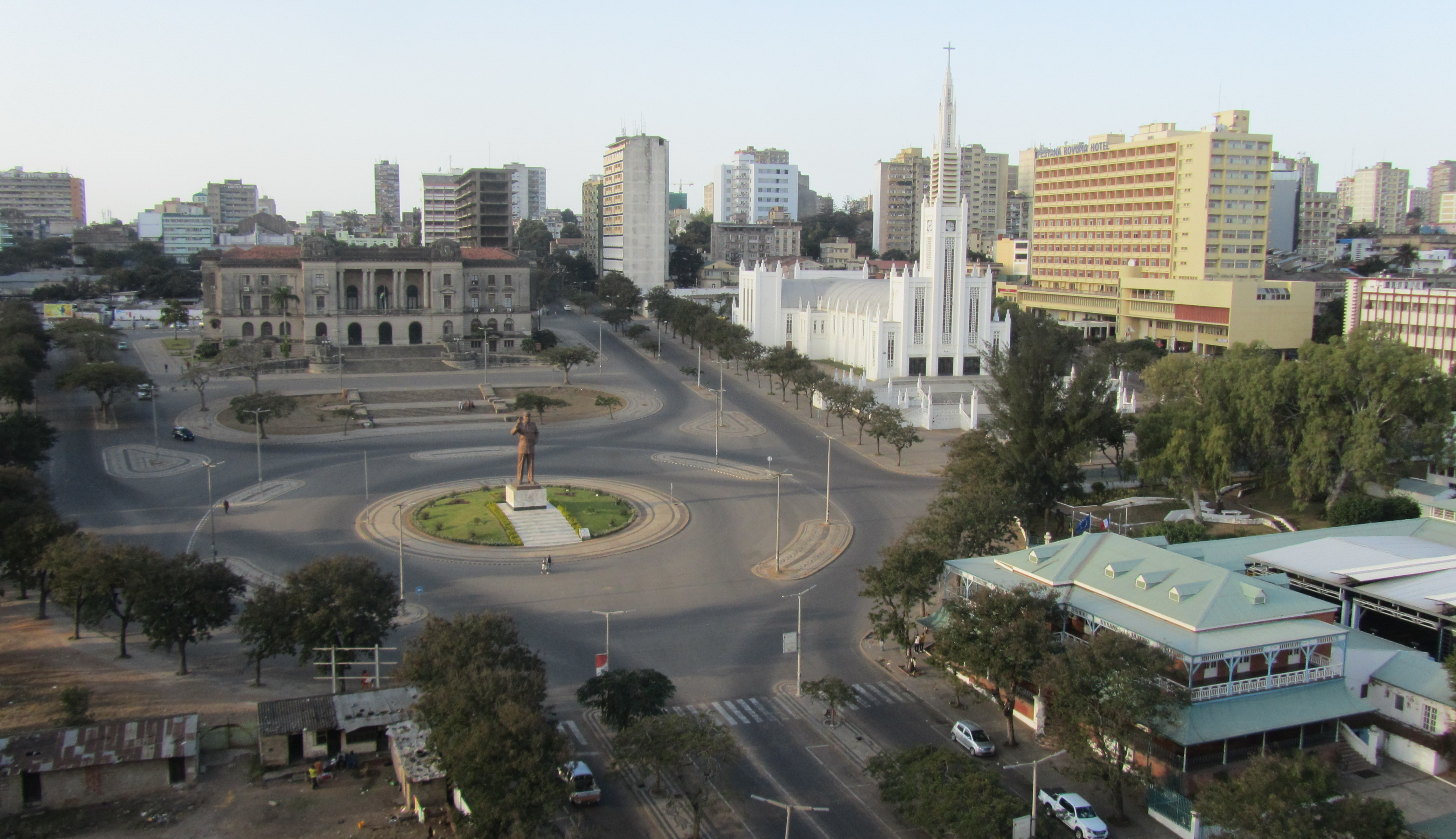
Das Centro Cultural Franco-Moçambicano (im Bild unten rechts) residiert im ehemaligen Hotel Clube direkt an der Praça da Independência im Zentrum Maputos

Das Centro Cultural Franco-Moçambicano (CCFM), auch Centre Culturel Franco-Mozambicain, zu Deutsch „Französisch-mosambikanisches Kulturzentrum“, ist eine binationale Kulturinstitution in der mosambikanischen Hauptstadt Maputo. Es befindet sich im Zentrum der Stadt an der Avenida Samora Machel bzw. an der Praça da Independência. Das Kulturzentrum, gegründet 1995, residiert im ehemaligen, 1898 errichteten Hotel Clube.

## Geschichte

### Errichtung des Hotel Clube
An der heutigen Avenida Samora Machel – zu Kolonialzeiten Avenida D. Luís – legte João Mascarenhas Gaivão, der portugiesische Gouverneur von Lourenço Marques, am 30. September 1898 den Grundstein für den Hotelbau namens Hotel Clube (auch Hotel Club geschrieben). Rochelle & Smith errichteten den Bau nach Plänen der Architekten Wells & Inc. im Stile der „Eisenarchitektur“ der Jahrhundertwende. Rochelle & Smith waren unter anderem später (1902) für den Bau des Hotel King Edward im südafrikanischen Port Elizabeth verantwortlich. Insbesondere das schnelle Wachstum von Lourenço Marques durch die errichtete Eisenbahnstrecke erforderte den Bau von Übernachtungsmöglichkeiten.
Der Bau besteht aus mehreren Einzelgebäuden. Das Hauptgebäude umfasst zwei Stockwerke, das obere besitzt eine nach Norden offene, mit einem metallenen Dach und feinen Eisenstreben ausgestaltete Galerie. Die Galerie besitzt kleine Vordächer (sog. alpendres) für das Erdgeschoss. Die Wände sind mit Ziegelsteinen verkleidet. Auch das Erdgeschoss ist nach Norden hin mit zahlreichen Türen und Bogenfenstern offen gestaltet und mündet direkt in den großen Vorgarten des Bauwerks. Der Stil des Bauwerks gilt als typisch für die kolonial-portugiesische Bauweise um die Jahrhundertwende, bspw. auch beim Bischofspalast in Velha Goa.
In den folgenden Jahrzehnten diente das Hotel Clube als edles, innenstädtisches Hotel, unmittelbar neben dem in den 1940er Jahren errichteten Rathaus und der Kathedrale gelegen. Nach der Unabhängigkeit Mosambiks 1975 gab es keine Verwendung für den Bau, das Hotel verfiel.

### Gründung des Centro Cultural Franco-Moçambicano

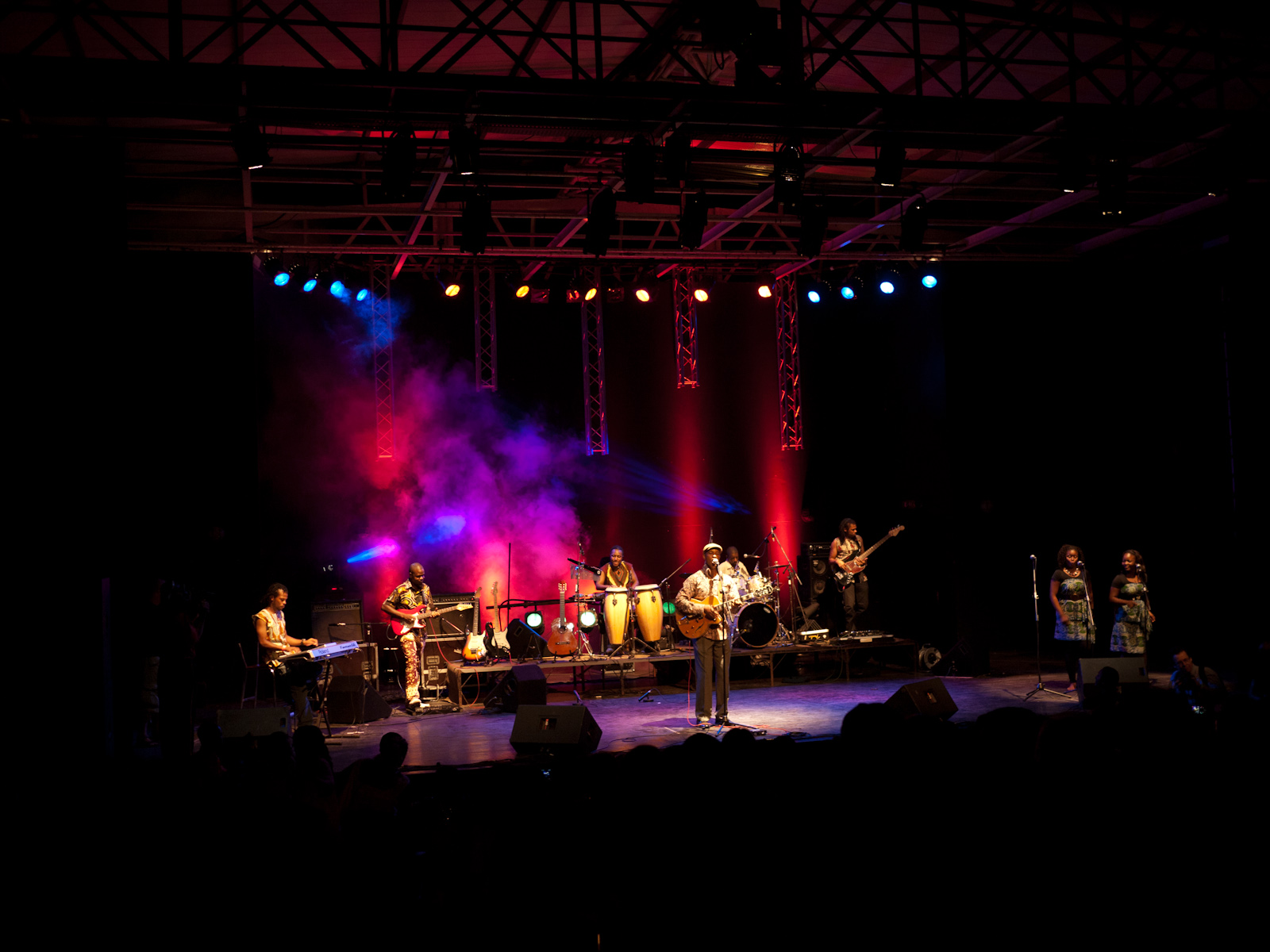
Mit dem Umbau des ehemaligen Hotels zum Centro Cultural Franco-Moçambicano entstand eine große Veranstaltungsbühne hinter dem Hauptgebäude, die u. a. für zahlreiche Festivals genutzt wird. Im Bild das Festival da Marrabenta im Januar 2011.

Am 6. November 1993 legten der mosambikanische Außenminister Jacinto Soares Veloso und der französische Außenminister Michel Roussin den Grundstein für die Sanierung des Bauwerks. Zwei Jahre dauerte die Sanierung des Bauwerks mit 6000 Quadratmetern Fläche, insbesondere die Wiederherstellung der metallenen Strukturen und der Entkernung der Innenräume brauchte Zeit. Am 13. Juli 1995 konnte die Eröffnung des französisch-mosambikanischen Kulturzentrums (auf port. Centro Cultural Franco-Moçambicano) durch Pascal Mocumbi, Premierminister Mosambiks, und Didier Destremeau, Botschafter Frankreichs, gefeiert werden.

### Denkmalstatus
Seit 2011 befindet sich das Gebäude in der Vorauswahl für eine Denkmalliste der Stadt Maputo. In der portugiesischen Denkmaldatenbank Sistema de Informação para o Património Arquitectónico, das auch Denkmale ehemaliger portugiesischer Kolonien umfasst, ist das Gebäude mit der Nummer 31.683 eingetragen.

## Kulturelle Ausstrahlung
Heute ist das Centro Cultural Franco-Moçambicano eine der bedeutendsten und wichtigsten Kulturinstitutionen der mosambikanischen Hauptstadt. Zahlreiche Veranstaltungen und Ausstellungen – sowohl mit als auch ohne frankophonen Bezug – fanden und finden Platz in den Räumen des „Franco“. Dazu gehören beispielsweise das afrikanische Filmfestival, das Tanzfestival Kinani oder auch das Festival da Marrabenta. Eine große Bühne, ein Filmsaal, eine französisch-mosambikanische Bibliothek sowie ein kleines Café vervollständigen das Kulturzentrum.
Die Ausstattung ermöglicht Auftritte von Musikern und anderen künstlerischen Darstellern unterschiedlicher Stilrichtungen in einem ansprechenden Rahmen. Aus diesem Kreis sind beispielhaft zu nennen: Chico António, Roberto Chitsondzo, Gran’Mah, Yolanda Kakana, Mingas, Chude Mondlane, Smadj, Rhodalia Silvestre oder Cheny Wa Gune.
Das Centro Cultural Franco-Moçambicano ist eine der fünf binationalen Kulturzentren Frankreichs auf dem afrikanischen Kontinent. Der Vorstand des CCFM wird abwechselnd vom französischen Botschafter bzw. dem mosambikanischen Kultusminister geleitet. Das Kulturzentrum wird seit 2012 von Eden Martin geleitet.